# St. Bonifacius, Minnesota
St. Bonifacius là một thành phố thuộc quận Hennepin, tiểu bang Minnesota, Hoa Kỳ. Năm 2010, dân số của thành phố này là 2283 người.

## Dân số
- Dân số năm 2000: 1873 người.
- Dân số năm 2010: 2283 người.